# Municipio de San Miguel Ixitlán
El municipio de San Miguel Ixitlán (del nahuatl: icxitl; tlan ‘pie, base; junto, cerca’‘Junto a la base del cerro’) es uno de los 217 municipios que conforman al estado mexicano de Puebla. Fue fundado el 4 de octubre de 1926 y su cabecera es la localidad homónima.

## Historia
Los primeros pobladores de la región fueron grupos mixtecos que se establecieron en ella en el periodo prehispánico. En 1521 fue sometida al control español durante la conquista de México y posteriormente fue entregada al mando eclesiástico de la orden de los dominicos.
El 15 de abril de 1926 el sacerdote católico Lucio Serrano Martínez inició los trámites ante el Congreso del Estado para establecer a la región como una demarcación independiente, separándola de Chila. El 4 de octubre del mismo año San Miguel Ixitlán fue convertido en un municipio independiente.

## Geografía
El municipio se encuentra a una altitud promedio de 1740 m s. n. m. y abarca un área de 72.61 km². Colinda al este con los municipios de Petlalcingo y Chila, y al norte, oeste y sur con el estado de Oaxaca.

### Clima
El clima del municipio es semicálido subhúmedo con lluvias en verano en la mayoría del territorio y templado subhúmedo con lluvias en verano en el 9% de su superficie. El rango de temperatura media anual es de 18 a 20 grados celcius, la mínima promedio es de 6 a 8 grados y la máxima de 30 a 32 grados. El rango de precipitación media anual es de 600 a 800 mm y los meses de lluvias son de noviembre a mayo.

## Demografía
De acuerdo al último censo, realizado por el INEGI en 2010, en el municipio hay una población total de 586 habitantes, lo que le da una densidad de población aproximada de 8 habitantes por kilómetro cuadrado.

### Localidades
En el municipio existen tres localidades, de las cuales la más poblada es la cabecera, San Miguel Ixitlán.
| Código INEGI | Localidad          | Población (2010) | Altitud (m s. n. m.) | Categoría  |
| ------------ | ------------------ | ---------------- | -------------------- | ---------- |
| 211350001    | San Miguel Ixitlán | 565              | 1693                 | Pueblo     |
| 1350005      | San Miguel Ixitlán | 11               | 1719                 | Indefinida |
| 1350006      | Indixua            | 10               | 1664                 | Indefinida |